# Turza (Opole)
Pour les articles homonymes, voir Turza.
Turza est une localité polonaise de la gmina de Dobrodzień, située dans le powiat d’Olesno en voïvodie d'Opole.

## Histoire
Turza possède une longue histoire qui s'inscrit dans le cadre des changements politiques et territoriaux de la région. Située en Silésie, la localité a été sous diverses influences culturelles et politiques au fil des siècles, notamment celles du royaume de Bohême, de la Prusse, et plus récemment de la Pologne moderne après la Seconde Guerre mondiale.

## Démographie
Selon les données les plus récentes, la population de Turza est composée principalement de résidents locaux, avec une minorité issue d'autres régions. La localité est caractérisée par un faible densité de population, typique des zones rurales de la voïvodie d'Opole.

## Culture et patrimoine
Turza est représentative de la richesse culturelle de la Silésie, avec des influences à la fois polonaises et allemandes. Le village accueille des fêtes locales, souvent liées aux traditions agricoles, et dispose d'une église historique qui constitue un élément important de son patrimoine.